# 켄 레너
켄 러너(Ken Lerner, 1948년 5월 27일 ~ )는 미국의 배우이다. 마이클 러너의 동생이다.
브루클린에서 태어났다.

## 출연 작품
- 언디스퓨티드 2 (2006년)
- 올인 (2006년)
- 프랭키와 자니 결혼하다 (2003년)
- 내셔널 시큐리티 (2003년)
- 데이 크롤 (2001년)
- 스토리 오브 어스 (1999년) - 닥터 리프킨 역
- 센스리스 (1998년)
- 데드 걸 (1997년)
- 기쁠 때나 슬플 때나 (1996년)
- 드림 걸 2 (1995년)
- 육체의 행로 (1995년)
- 레이브 리뷰 (1994년)
- 리렌트리스 4 (1994년)
- 패스트 겟어웨이 2 (1994년)
- 폴링 엔젤스 (1993년)
- 마더스 보이 (1993년)
- 무단 침입 (1992년)
- 패스트 겟어웨이 (1991년)
- 닥터 (1991년)
- 히트맨 (1991년)
- 영혼과 기적 (1991년)
- 엑소시스트 3 (1990년)
- 로보캅 2 (1990년)
- 리렌트리스 (1989년)
- 형사 콜롬보 - 피빛 결투 (1989년)
- 사랑의 행로 (1989년) - 레이 역
- 암살 묵시록 (1988년)
- X 전략 (1987년)
- 제이크 스피드 (1986년)
- 미라클 (1986년)
- 시크릿 어드마이어 (1985년)
- 대단한 차도둑 (1977년)
- 핫 투마로우 (1977년) - 마이클 역

### 텔레비전
- 시카고 메디컬 (1994년)
- ER (1994년)
- 비버리힐즈의 아이들 (1990년)
- LA 로 (1986년)
- A 특공대 - TV시리즈 (1983년)
- 인 플레인 사이트 4
- 뱀파이어 해결사 (1997년)